# Комуна (модель урядування)
Комуна — це організаційна спільнота з соціальною згуртованістю, що походить від спільної культури. Як керуюча громада, комуна часто тягне за собою певний ступінь місцевого самоврядування, комунальної власності та культурної згуртованості. Однак моделі, які не включають всі три аспекти, все ще можуть бути описані як комуни. За своєю суттю комуна — це лише організація, яка створює соціальні умови, що віддають перевагу колективу над особистістю.
Можливі багато різних форм управління на основі комун, наприклад, місцева та суверенна спільнота, яка є і мікродержавою, і національною державою, федеративною комуною, яка не має певного суверенітету під владою більшої держави, або більша національна громада, яка зосереджується на аспектах комунальної власності, а не на комунальному врядуванні.

## У межах марксизму
Карл Маркс у своєму памфлеті «Громадянська війна у Франції» (1871), написаному під час Паризької комуни, відстоював досягнення Комуни і описав її як прототип революційного уряду майбутнього, «нарешті відкриту форму» для емансипації пролетаріату.
Таким чином, у марксистській теорії комуна є формою політичної організації, прийнятою під час першої (або нижчої) фази комунізму, соціалізму. Комуни представляються як пролетарський аналог «буржуазних» політичних форм, таких як парламенти.

## Революційний катехизис Бакуніна
Бакунін розійшовся як особисто, так і ідеологічно з Марксом, і таке розходження у його поглядах є очевидним. Бакунін ніколи не виступав за диктатуру пролетаріату, а натомість колективізм, заснований на комунах і кооперативних об'єднаннях робітників, об'єднаних у децентралізовану і бездержавну федерацію. У своєму Революційному катехизісі він виклав принципи, на яких, на його думку, має ґрунтуватися вільне анархістичне суспільство, яке мало б політично організуватись у комунах.
Автономна комуна, крім того, ґрунтується на повній свободі особистості та віддана її реалізації. Анархістська комуна Бакуніна організована не в диктатуру пролетаріату, а в неміцну, але згуртовану федерацію, яка намагається досягти цілей активного революційного класу в цілому.

## Функції міні-комун
Джефф Шанц у своїй книзі «Конструктивна анархія: Побудова інфраструктури опору» в надії на те, що масові комуни колись стануть реальністю, вказує на те, що «міні-комуни та сквоти існують у всьому світі, але у відношенні становлять лише маргінальну модель соціальної організації. Проте багато з них є свідомим прикладом того, як функціонуватиме соціалістичне суспільство, навіть якщо лише на мікросоціологічному рівні. Соціалістичні міні-комуни, поряд з робітничими асоціаціями, є зародками розвитку масових, соціально складних комуністичних комун». Ця гіпотетика є прикладом того, до чого можуть призвести робочі спілки, якщо їх довести до достатнього масштабу. У випадку, якщо поступове прогресування є дійсним, це матиме наслідки як для тих, хто сподівається, що масові комуни стануть реальністю, так і тими, хто ні. Для тих, хто підтримує комуни, це спонукало б їх на рівні політики заохочувати створювати профспілки, для тих, хто виступає проти комун, спонукало б їх скасувати. Ідея, що організації робітників поступово прогресують у комуни, таким чином ставить під сумнів, чи є робочі організації принципово здоровими чи деструктивними у своїй довгостроковій діяльності. Тут важливо зазначити, що деякі дійсно вважають, що профспілки є частиною неминучого прогресу до масових комун.